# Rashidi Yekini
Rashidi Yekini (23. října 1963, Kaduna – 4. května 2012, Ibadan) byl nigerijský fotbalový útočník a reprezentant. Zemřel 4. května 2012 ve věku 48 let na bipolární afektivní poruchu.
Rashidi Yekini, rodným jménem Rasheed Yekini, s nigerijskou fotbalovou reprezentací vyhrál v roce 1994 mistrovství Afriky (Africký pohár národů), o dva roky dříve na tomto turnaji získal bronzovou medaili. Zúčastnil se dvou mistrovství světa (1994, 1998). Za Nigérii odehrál 58 mezistátních zápasů. Vstřelil v nich 37 gólů, a drží tak nigerijský rekord. Roku 1993 byl v anketě Africké fotbalové asociace vyhlášen nejlepším fotbalistou Afriky. Na klubové úrovni dosáhl největších úspěchů v Portugalsku, v dresu Vitórie Setúbal. Roku 1994 se stal s 21 góly nejlepším střelcem portugalské 1. ligy a získal tak ocenění Stříbrná kopačka (Bola de Prata). Mistrem Nigérie se stal dvakrát (1988, 1989) s klubem Africa Sports Abidjan.